# 竹笹堂
有限会社竹笹堂（たけざさどう）は、京都府京都市に本社を置く、木版印刷工房「竹中木版」が運営する制作プロモーション会社。代表取締役社長は竹中木版五代目摺師である竹中健司。

## 概要
京版画の系譜を継承する木版印刷工房「竹中木版」の技術と実績を基盤とし、竹中健司が木版印刷の技術普及振興、新たな可能性の発見を目的に設立。伝統的な包装掛紙や浮世絵など木版印刷の制作から、木版画作品・ステーショナリーなどの商品制作・販売、デザイン提供、メディア広告、イベント企画まで、幅広く木版印刷をもとにしたプロデュースを行い、自社だけでなく外部との連携により多方面での事業を展開する。
産業革命以降主流となった機械印刷の台頭によって減少しつつある木版印刷を、人の手から生み出されるものづくりとして新たな価値を提案し、業種を越えてのコラボレーションにも取り組み、木版業界の活性化に尽力している。
2013年には世界のデザイン賞に木版摺り自社ポスターを出品し、「D&AD（英）」、「One Show （米）」で銅賞を獲得。国際的な賞を受賞したことで、日本の伝統木版画による表現の評価向上に貢献した。
また、長年培われた木版印刷技法を継承すべく、後継者育成のため若手職人の指導にも力を入れており、伝統産業の枠を超える生きた技術として、世界中の美術・学術関係者や教育現場などでも、ワークショップ・レクチャー・デモンストレーションを実施して技術の発展・研究に役立てている。
現在は所属する彫師、摺師、各専門の職人がデザイナーも兼務し、本来分業である木版印刷を自社で一貫して制作している。職人の1人である6代目摺師の原田裕子は、木版画作家・商品デザイナーとしても活躍し、木版画の風合いを活かした意匠で多様な商品を生み出している。
また、手摺り木版画の風合いをいかしたデザインを提案し、異素材に取り入れるデザインブランド「MOKUHAN」を発表し、京都の老舗企業などと協力して新しい商品の開発を行っている。

## 沿革
- 1891年（明治24年） - 京都市中京区寺町で運営母体である木版印刷工房「竹中木版」創業
- 1990年（平成2年） - 竹中清八が世界最大級最多色摺り（1340度数）「孔雀明王像」（仁和寺所蔵）を一年の歳月をかけて復刻
- 1999年（平成11年） - 同区府庁前に移転し、木版印刷振興・プロモーションを行う「竹笹堂」設立
- 1999年（平成11年） - 竹中清八が愛媛県大洲市で発見された浮世絵師「喜多川歌麿」による「狐釣之図」のオリジナル版木を復刻
- 2005年（平成17年） - 「有限会社竹笹堂」として法人登記、商品開発・販売を開始
- 2009年（平成21年） - 工房・店舗を下京区新釜座町に移し、事業を拡大
- 2011年（平成23年） - 竹中健司著、木版画テキスト「京都・竹笹堂のはじめての木版画」を光村推古書院から出版
- 2011年（平成23年） - イラストレーターカンバラクニエとともに現代版の浮世絵「いまうきよえ」を制作、発表
- 2013年（平成25年） - 内田喜基デザイン木版画ポスターが世界的デザイン賞「One Show（米）」、「D&AD（英）」銅賞受賞
- 2013年（平成25年） - 木版画によるデザインブランド「MOKUHAN」を発表 異素材へのデザイン提供を開始
- 2014年（平成26年） - 文筆家内藤恭子著、竹笹堂監修の書籍『紙と暮らす京の一年』を宝島社から出版
- 2015年（平成27年） - 寺社の仏画や御札、美術館保管品など、木版画・版木の復刻修復を事業化

## 職人・デザイナー
- 竹中清八 - 竹中木版四代目摺師、現代の名工、黄綬褒章、研究者
- 竹中健司 - 竹中木版五代目摺師、竹笹堂代表取締役社長、木版画作家、ディレクター、デザイナー
- 原田裕子 - 竹中木版六代目摺師、木版画作家、デザイナー

ほか、彫師・摺師

## 主な事業・制作物
- 商品開発 - ブックカバー、ぽち袋、京扇子、カード類
- 復刻・修復 - 喜多川歌麿「狐釣之図」「蹴鞠之図」、仁和寺所蔵「孔雀明王像」複製木版画、岩屋寺所蔵仏像版木
- 木版画制作 - 手塚治虫「鉄腕アトム」他三作、ヤン・シュヴァンクマイエル「NO.1」「NO.3」、カンバラクニエ「IMAUKIYOE」
- デザイン提供 - 光村推古書院「京都手帖」、第一紙行「卓上カレンダー」、日本写真印刷「OneCover」
- ワークショップ - 学校法人、企業・団体、美術館など